# فلوریان راک
فلوریان راک (انگلیسی: Florian Ruck؛ زادهٔ ۶ فوریهٔ ۱۹۹۲) بازیکن فوتبال اهل آلمان است.